# Кряжимский, Аркадий Викторович
Арка́дий Ви́кторович Кряжи́мский (2 января 1949 года, Циндао, Китай — 3 ноября 2014 года, Москва) — советский и российский математик, академик РАН.

## Биография
В 1971 году окончил математико-механический факультет Уральского государственного университета.
Кандидат физико-математических наук (1974). Доктор физико-математических наук (1981).
В 1972—1996 гг. сотрудник Института математики и механики УрО АН СССР (Свердловск). Доктор физико-математических наук (1981). В 1993—2012 гг. работал в Международном институте прикладного системного анализа (Австрия), возглавляя отдел системного анализа.
С 1996 г. сотрудник отдела обыкновенных дифференциальных уравнений Математического института им. В. А. Стеклова, преподаватель факультета ВМК МГУ.
В 1997-2014 годы работал по совместительству в должности профессора кафедры оптимального управления факультета вычислительной математики и кибернетики МГУ.
С 30 мая 1997 года — член-корреспондент РАН (Отделение проблем машиностроения, механики и процессов управления).
С 25 мая 2006 года — академик РАН.
Умер 3 ноября 2014 года в Москве. Урна с прахом захоронена на Ивановском кладбище Екатеринбурга.

## Научные интересы
Теория дифференциальных игр, обратные задачи динамики для управляемых систем, численные методы оптимизации, теория управления, теория эволюционных игр.